# Mode au XXIe siècle
Cet article présente la mode au XXe siècle.

## Les années 2000
Les années 2000 marquent l'importance des vêtements de sport. 

## Importance de la communication en ligne
La plupart des acteurs du secteur ont investis dans le numérique.